# Colibrí de Talamanca
El colibrí de Talamanca (Eugenes spectabilis) és una espècie d'ocell de la família dels troquílids que ha estat considerada una subespècie de Eugenes fulgens.

## Hàbitat i distribució
Habita boscos de muntanya a la llarga de la serralada Volcànica Central i la de Talamanca, a Costa Rica, i una petita zona adjacent de Panamà.